# Port lotniczy Anchorage-Ted Stevens
Port lotniczy Anchorage (IATA: ANC, ICAO: PANC) – międzynarodowy port lotniczy im. Teda Stevensa, położony 15 km na południowy zachód od centrum Anchorage, w stanie Alaska.
Wybudowany w 1951 roku jako Anchorage International Airport, został nazwany przez Legislaturę Alaski imieniem senatora Teda Stevensa. Jest drugim węzłem linii Alaska Airlines, po Seattle. Jest to również główny towarowy port lotniczy, a od 2008 r., plasuje się na szóstym miejscu na świecie pod względem przeładowanych towarów, po Memphis, Hongkongu, Szanghaju, Seulu i Paryżu-Charles de Gaulle. Większość głównych amerykańskich przewoźników pasażerskich obsługują lotnisko, większość operacji lotniczych wykonuje Alaska Airlines z Seattle (średnio 20 lotów dziennie) oraz Fairbanks (średnio 13 lotów dziennie).
Anchorage był wspólny przystankiem dla pasażerów lecących do Azji Wschodniej od 1960 do 1980 z powodu braku dostępu do przestrzeni powietrznej Chin i ZSRR. Niektóre samoloty pasażerskie nadal zatrzymują się w Anchorage na trasach pomiędzy Azją i wschodnią częścią Stanów Zjednoczonych. Przewoźnicy Cargo, którzy korzystają z krótkich odcinków trasy, w dalszym ciągu dość często zatrzymują się na nim.

## Udogodnienia
Port lotniczy Anchorage-Ted Stevens ma 4500 akrów (1821 ha) powierzchni i składa się z trzech asfaltowych dróg startowych: 7L/25R o długości 3231 × 46 m, 7R/25L 3322 × 46 m i 14/32 × 150 3531 × 46 m.

## Terminale

### Terminal Południowy (Krajowy)
Terminal Południowy obsługuje Air Canada, Alaska Airlines, American Airlines, United Airlines, Delta Air Lines, Frontier Airlines, Sun Country i US Airways. Wszystkie regionalne linie lotnicze również korzystają z Terminala Południowego.

### Terminal Północny (Międzynarodowy)
Terminal Północny obsługuje China Airlines, Air Berlin i międzynarodowe sezonowe loty czarterowe.

## Linie lotnicze i połączenia

### Stanowisko A
- Era Alaska (Aniak, Bethel, Cordova, Emmonak, Fairbanks, Galena, Homer, Kenai, Kodiak, St. Mary’s, Valdez, Unalakleet)
- EVA Air (Tajpej-Taoyuan)

### Stanowisko B
- Air Canada (Vancouver) [sezonowo]
- American Airlines (Chicago-O’Hare, Dallas/Fort Worth) [sezonowo]
- United Airlines (Chicago-O’Hare, Denver, Houston-Intercontinental, Newark, Portland (OR), San Francisco Seattle/Tacoma)
- Delta Air Lines (Atlanta [sezonowo], Detroit [sezonowo], Minneapolis/St. Paul, Salt Lake City)
- Frontier Airlines (Denver) [sezonowo]
- Shared Aviation Services (Deadhorse/Prudhoe Bay, Kuparuk)
- Sun Country Airlines (Minneapolis/St. Paul) [sezonowo]
- US Airways (Filadelfia [sezonowo], Phoenix)

### Stanowisko C
- Alaska Airlines (Adak, Barrow, Bethel, Chicago-O’Hare, Cordova, Denver [sezonowo], Dillingham [sezonowo], Fairbanks, Honolulu, Juneau, Kahului [sezonowo], Ketchikan, King Salmon [sezonowo], Kodiak, Kotzebue, Los Angeles [sezonowo], Nome, Portland (OR), Deadhorse/Prudhoe Bay, Red Dog Mine [czartery], San Francisco [sezonowo], Seattle/Tacoma)

### L Gates
- Grant Aviation (Emmonak, Kenai, Kodiak, Homer, Valdez)
- PenAir (Aniak, Cold Bay, Dillingham, King Salmon, McGrath, Sand Point, St. George, St. Paul, Unalakleet, Unalaska/Dutch Harbor)
- Trans Northern Aviation

### Terminal Północny
- Condor Airlines (Frankfurt) [sezonowo]
- Korean Air (Seul-Incheon) [sezonowe czartery]
- Omni Air International (Las Vegas) [sezonowe czartery]
- Swiss International Air Lines obsługiwane przez Edelweiss Air (Zurych)

### Czartery
- JetBlue Airways (Long Beach)

### Cargo
- ABX Air
- Aeroflot-Cargo
- Air Canada Cargo (obsługiwane przez World Airways)
- Air China Cargo
- Air Atlanta Icelandic
- Alaska Airlines
- Alaska Central Express
- ANA & JP Express
- Asiana Cargo
- Atlas Air
- China Airlines Cargo
- China Cargo Airlines
- China Southern Cargo
- Empire Airlines
- Era Aviation
- EVA Air Cargo
- Evergreen International Airlines
- Everts Air Cargo
- FedEx Express
- JAL Cargo
- Kalitta Air
- Korean Air Cargo
- Lynden Air Cargo
- Nippon Cargo Airlines
- Northern Air Cargo
- NWA Cargo
- Polar Air Cargo
- Shanghai Airlines Cargo
- Singapore Airlines Cargo
- Southern Air
- Trans Northern
- Transmile Air Services
- Tradewinds Airlines
- UPS Airlines (Szanghaj, Louisville)
- World Airways

## Transport
Oba terminale łączy kursujący co 15 minut autobus wahadłowy. W 2009 został ukończony chodnik łączący dwa terminale.

### Z i na lotnisko
Drogą 7A kursują autobusy łączące lotnisko z centrum miasta. Kursują z częstotliwością godzinną.
Taksówki są dostępne spod każdego terminala.
W Terminalu południowym znajdują się biura firm specjalizujących się w wynajmie samochodów.
Znajduje się tu również stacja Alaska Railroad, która jednak jest obecnie nieużywana.